# Julia Hart
Pour les articles homonymes, voir Hart.
Julia Hart est une réalisatrice américaine, née le 7 avril 1982.

## Filmographie
- 2016 : Miss Stevens
- 2018 : Fast Color
- 2020 : Stargirl
- 2020 : I'm Your Woman
- 2022 : Hollywood Stargirl